# Torpilla
Una torpilla è un piombo da pesca di tipo scorrevole a forma di goccia, viene utilizzato per montature di piccola e media pesantezza, quando si vuole contrastare la forza della corrente od evitare la minutaglia consentendo all'esca di scendere rapidamente verso il fondo. Trova grossa applicazione nella pesca con canna fissa ed "alla bolognese", ma può essere tuttavia utilizzata anche per altri tipi di pesca. La sua parte più pesante deve essere posta verso il basso.